# Cầu máng Segovia

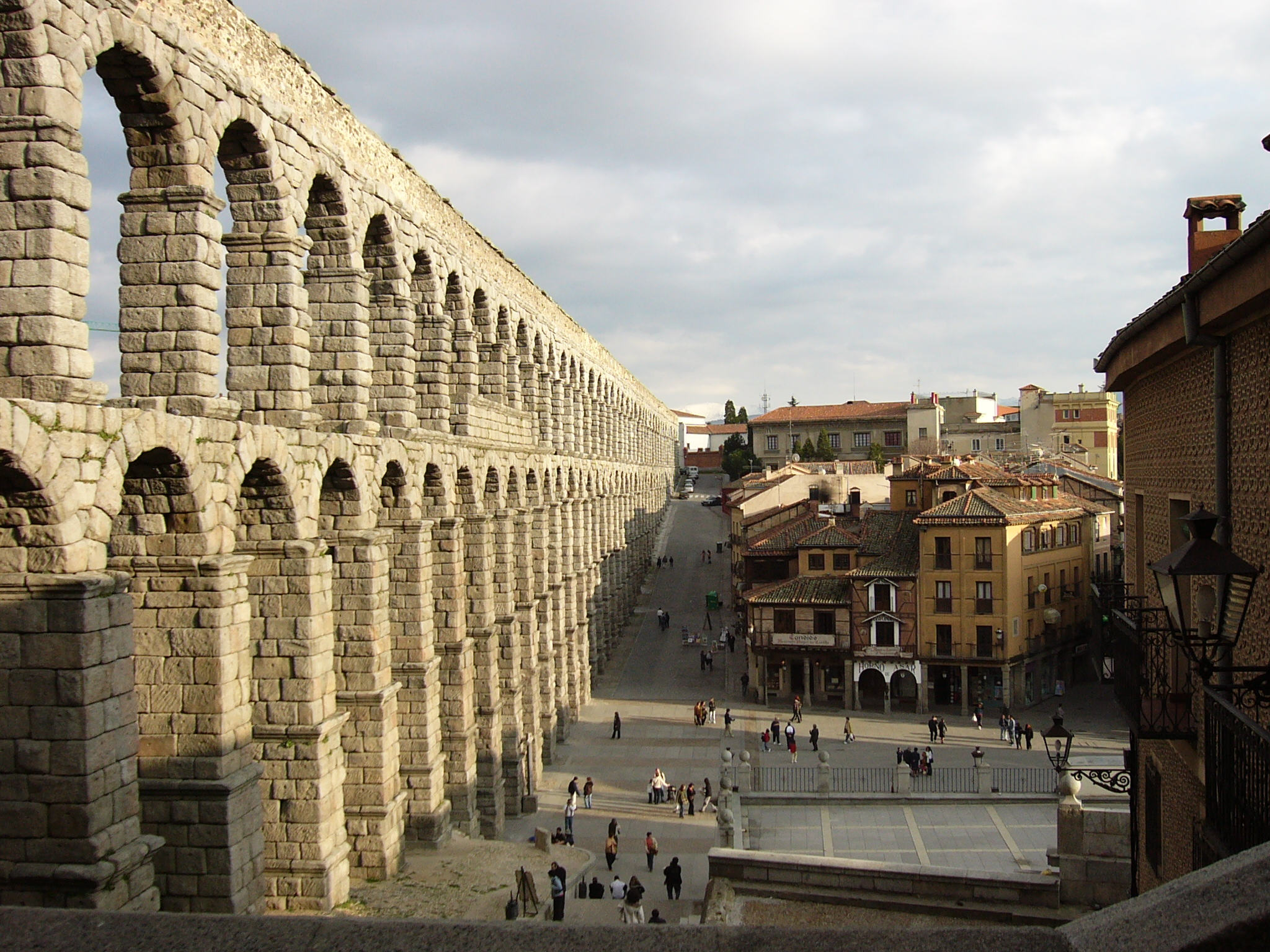
Cầu máng tọa lạc tại trung tâm thành phố Segovia

Cầu máng ở Segovia là cây cầu dẫn nước dài nhất được xây dựng từ thời La Mã cổ đại và theo phong cách Kiến trúc La Mã cổ đại còn lưu giữ ở Tây Ban Nha (Tây Âu) tại thành phố Segovia. Cầu có chiều dài 728m và chiều cao 28m.
Đây là công trình đã được UNESCO công nhận là di sản kiến trúc thế giới năm 1985.
Cầu được xây dựng từ thời kỳ hoàng kim của đế chế La Mã và trong nhiều thế kỷ dẫn nước từ sông Río Frío và vùng núi Sierra de Fuenfría cách đó 17 km vào thành phố.
Cầu có lẽ do Hoàng đế Domitianus (trị vì từ năm 81-96) cho phép xây dựng và hoàn thành năm 98 vào đời hoàng đế La Mã Traianus. Trong thời kỳ Hồi giáo Moor (1072), máng nước đã bị hư hại một phần; và được sửa chữa trong những năm cuối thế kỷ 15 thời Quân chủ Công giáo bằng cách chèn cẩn thận 36 vòm Gothic. Các cầu máng còn hoạt động cho đến năm 1974.

## Hình ảnh

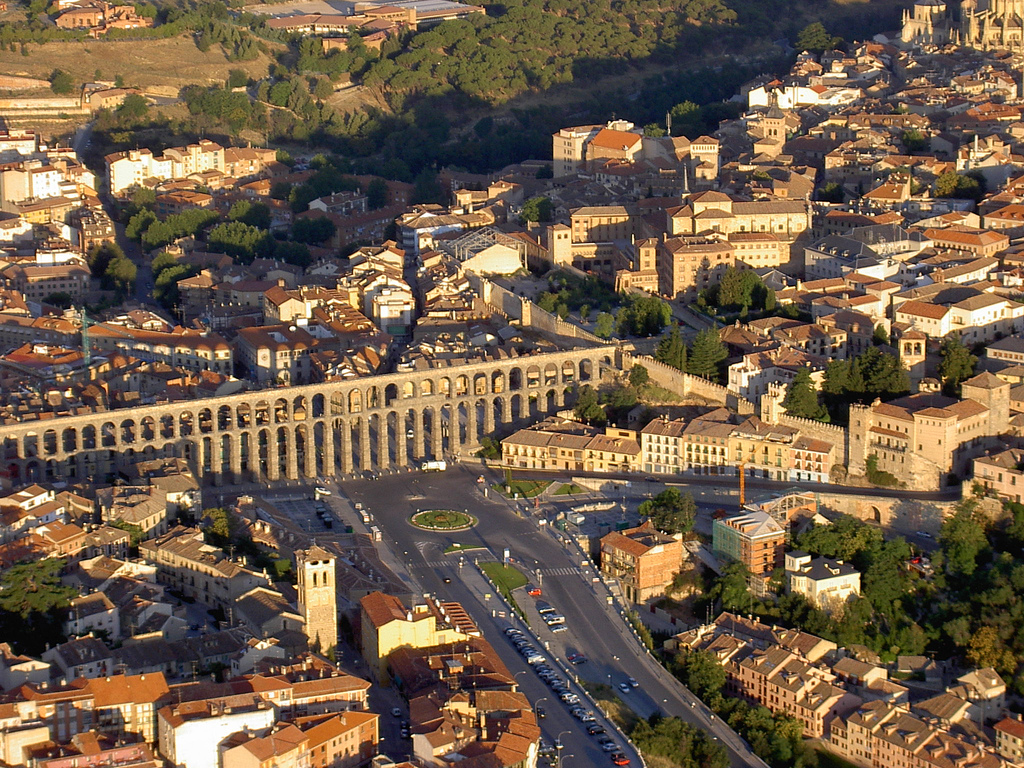
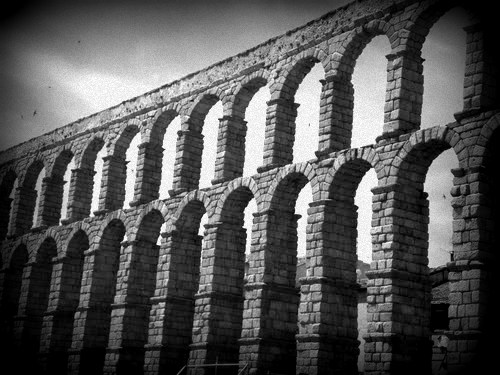
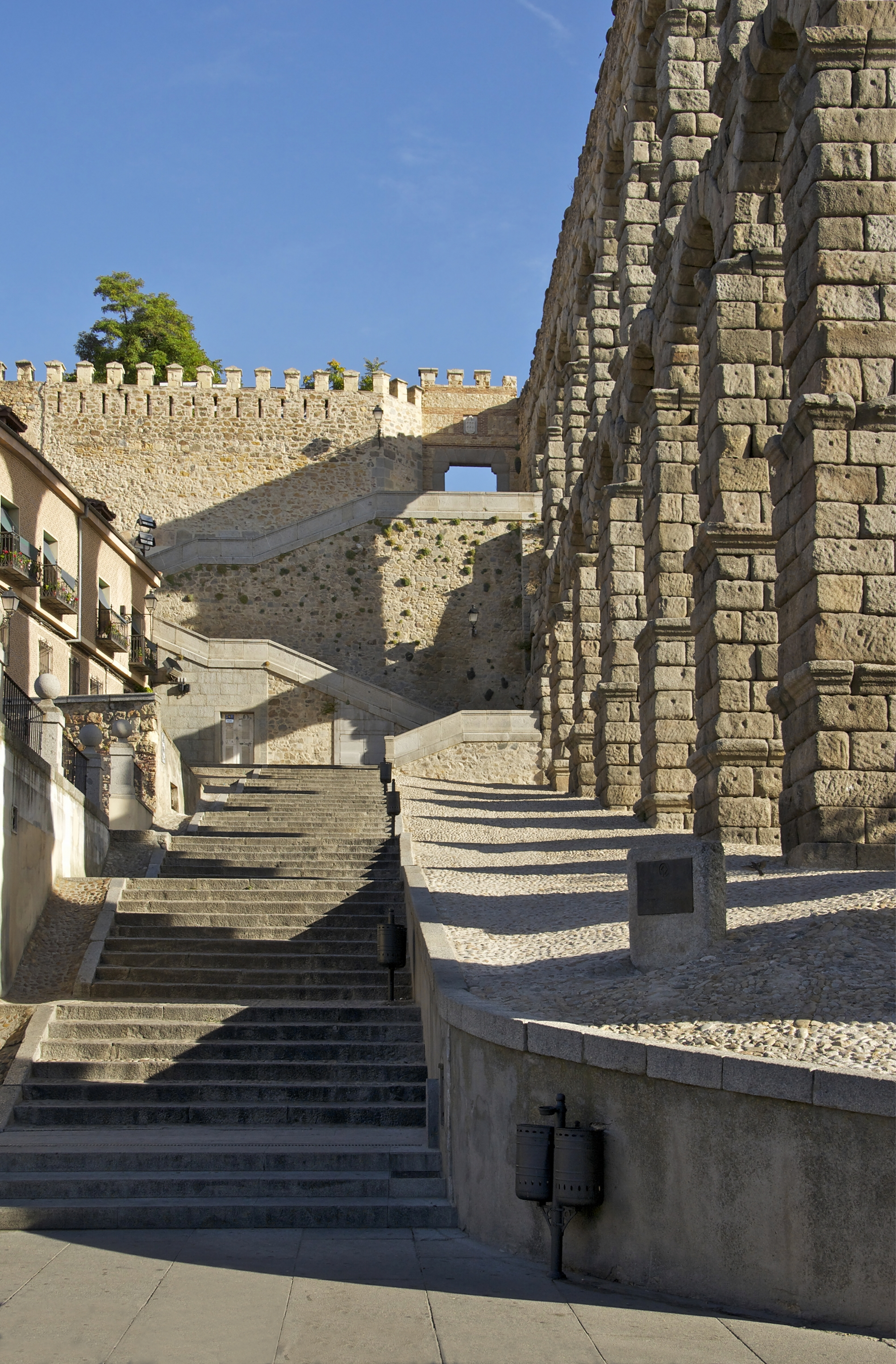
Cầu và thành bao quanh thành phố
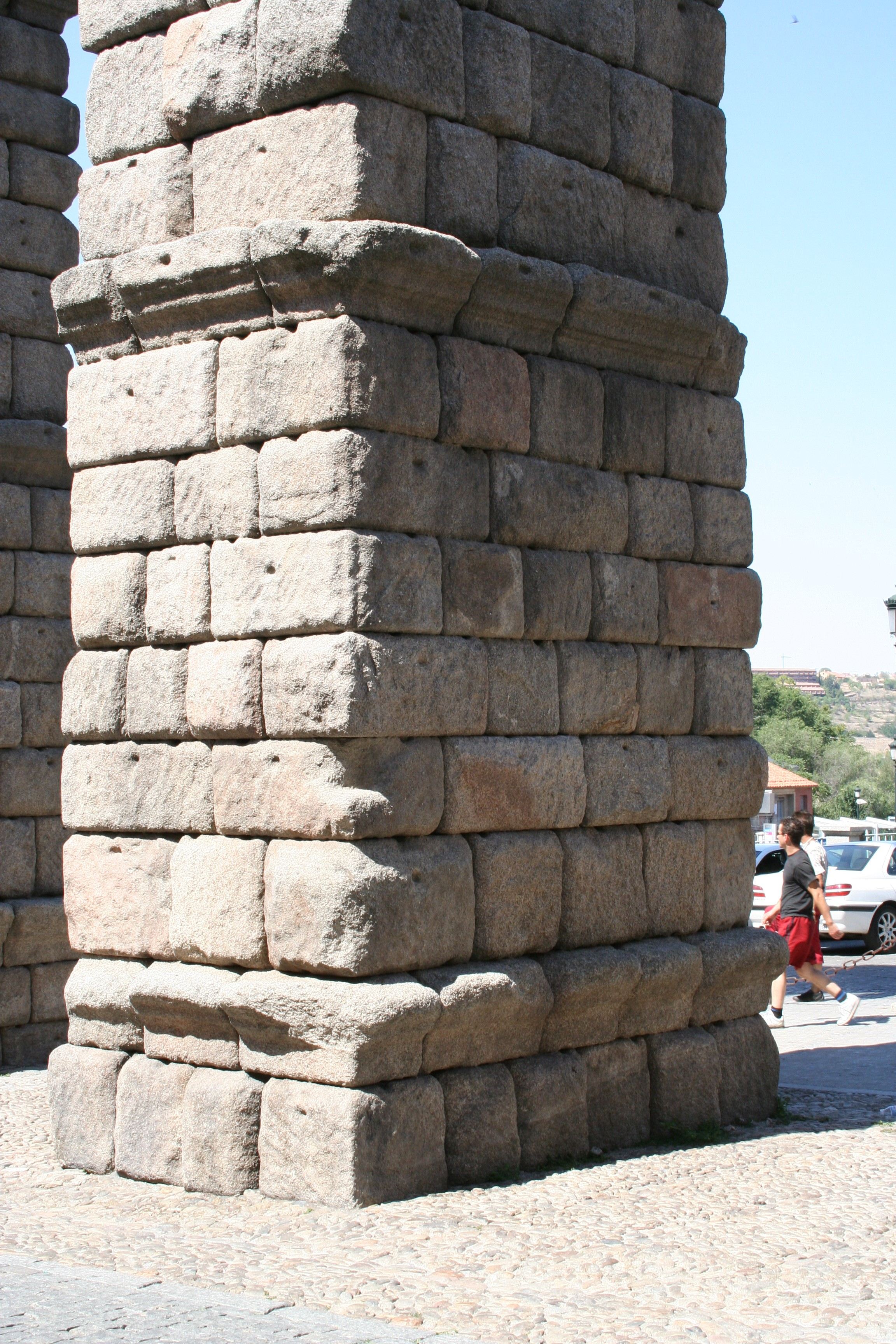
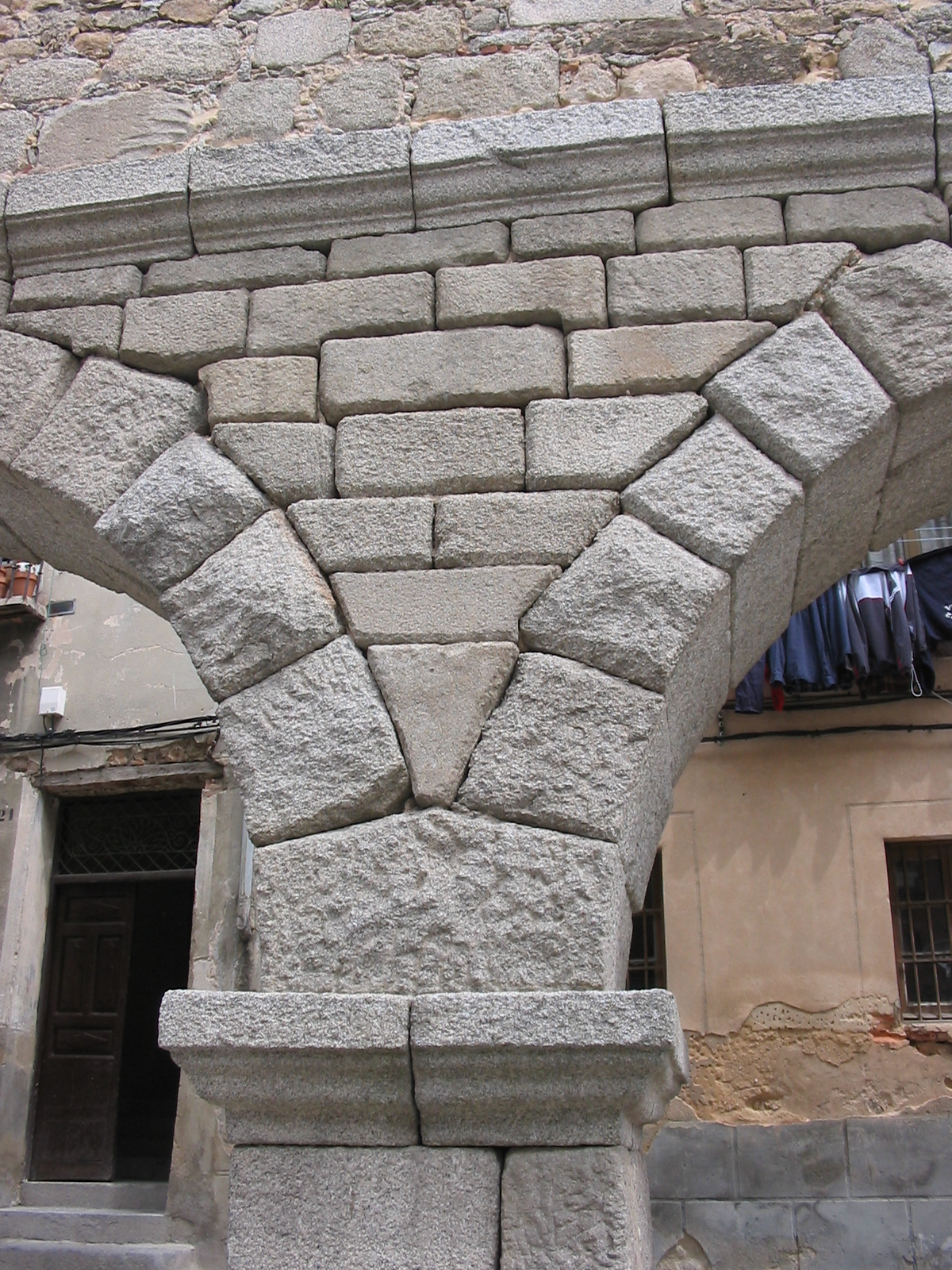
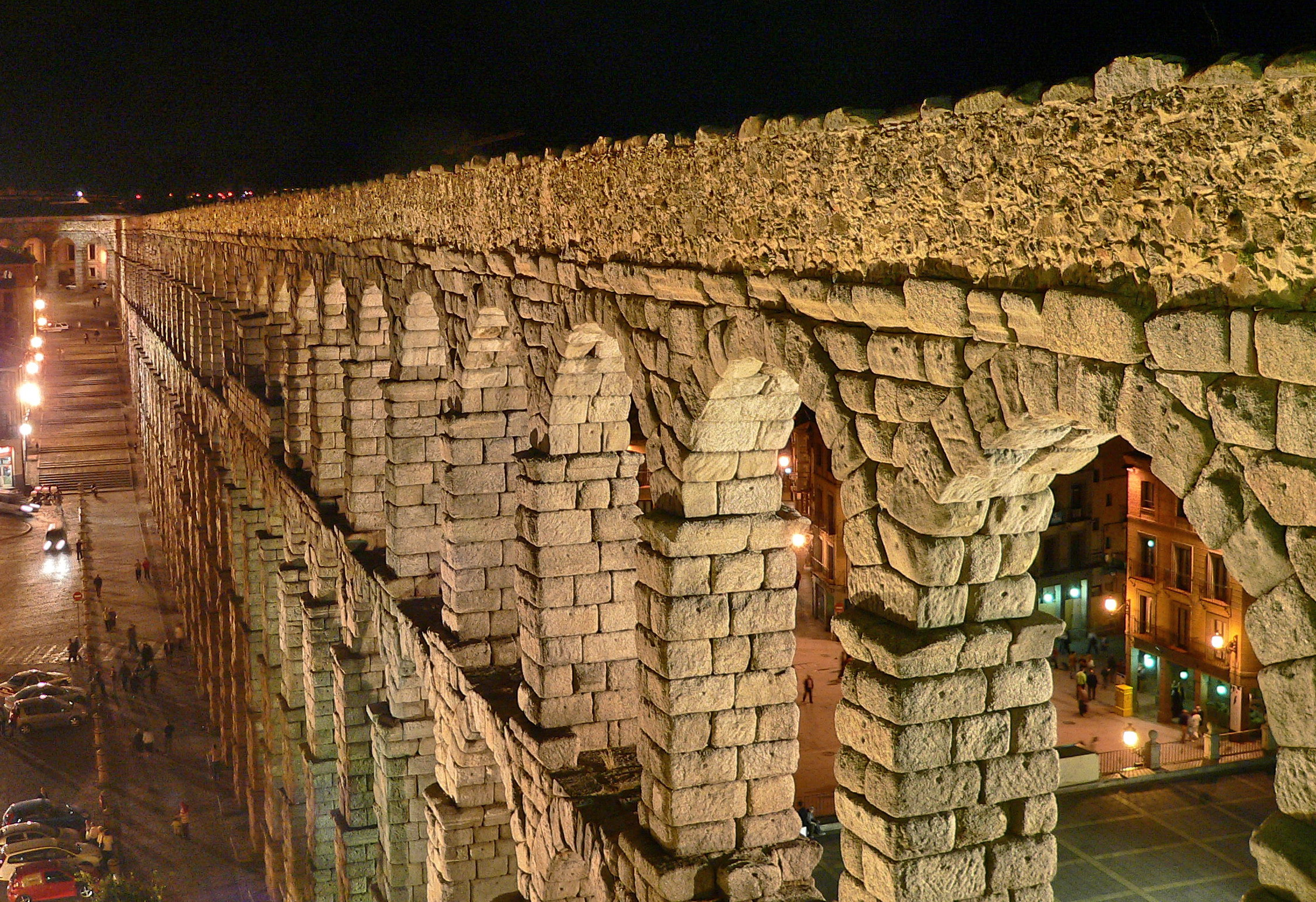
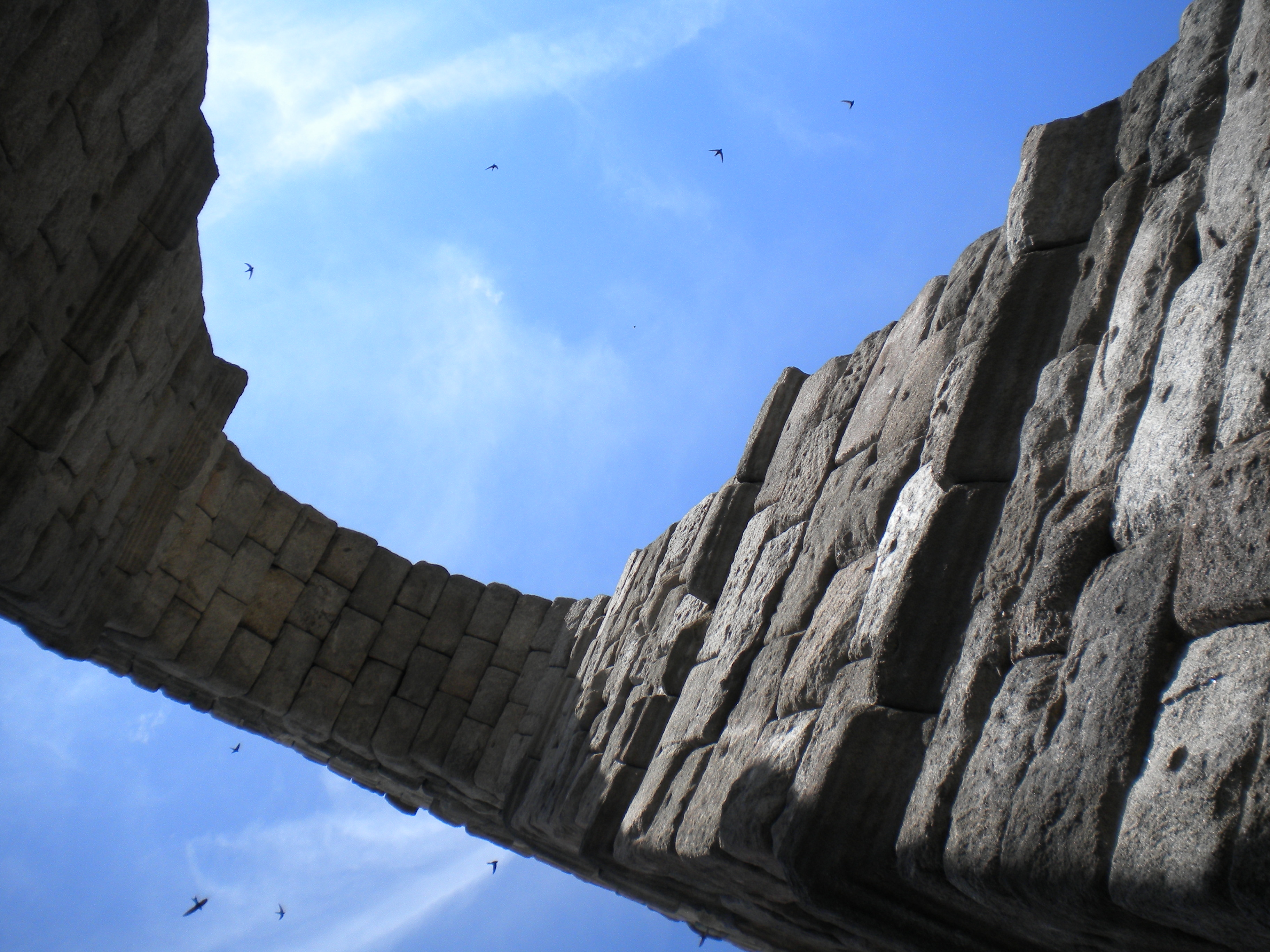